# Azalein (Flavonoid)
Azalein ist ein Flavonol aus der Stoffgruppe der Flavonoide und kommt natürlich als Blütenfarbstoff vor. Es handelt sich um das 3-O-α-L-Rhamnosid von Azaleatin (2-(3,4-dihydroxyphenyl)-3,7-dihydroxy-5-methoxy-4H-chromen-4-on, Quercetin-5-methylether) und damit um ein Glycosid.

## Vorkommen
Das Flavonol-3-rhamnosid ist Bestandteil der Blütenfarben von Rhododendren-Arten. Beschrieben wurde es 1962 von Harborne und Egger.
Das Aglykon bezeichnet man auch als Azaleatin (529-51-1; MW 316,27, MP 322 °C, 252 & 368 nm, brillantgelbe Nadeln).

Strukturformel von Azaleatin